# Stenactyla pallipes
Stenactyla pallipes là một loài bọ cánh cứng trong họ Scirtidae. Loài này được Fairmaire miêu tả khoa học năm 1896.